# Evangelisch-Reformierte Kirche in Polen

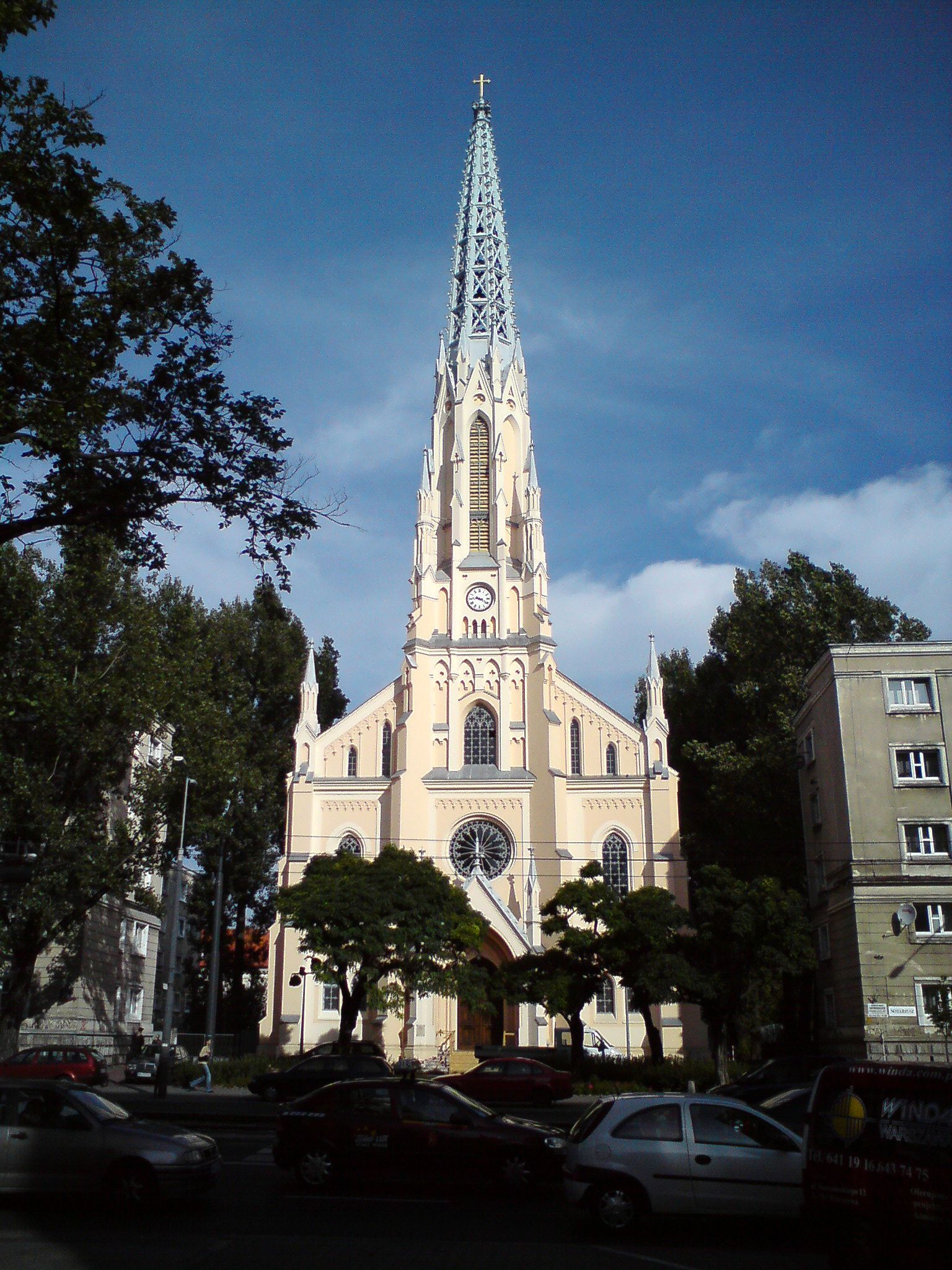
Reformierte Kirche in Warschau

Die Evangelisch-Reformierte Kirche in Polen (polnisch Kościół Ewangelicko-Reformowany w RP) ist eine kleine evangelische Kirche in Polen.

## Struktur

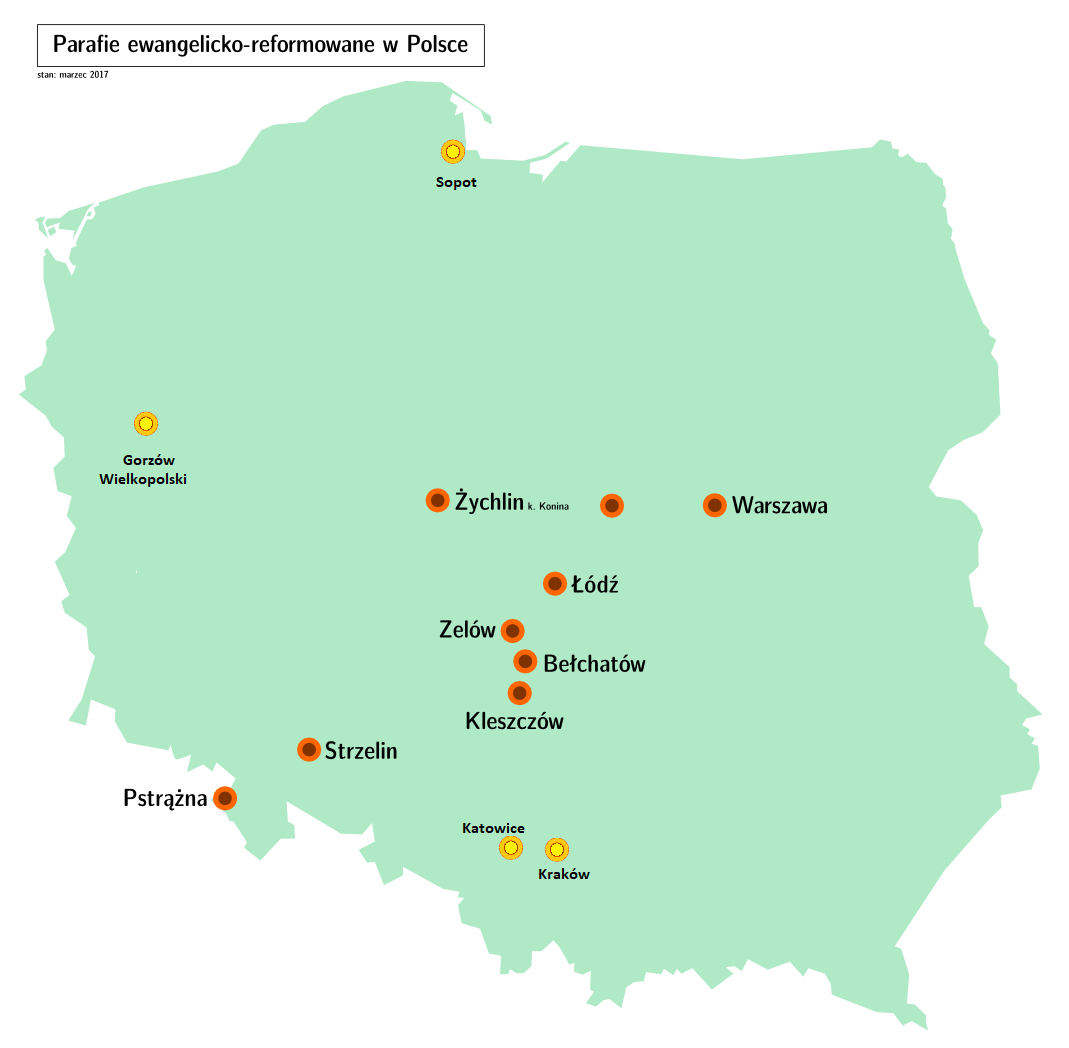
Reformierte Gemeinden in Polen

2016 gehörten zu ihr 3461 Mitglieder in 10 Gemeinden, in denen 8 Pfarrer tätig sind. Generalsuperintendent ist Marek Izdebski, zu seinem Nachfolger wurde Pfarrer Semko Koroza gewählt. Ewa Jóźwiak ist Präses der Synode und Witód Brodzińsk Präses des Konsistoriums. Sitz der Kirchenleitung und -verwaltung ist Warschau.
Die Evangelisch-Reformierte Kirche in Polen gehört zur Weltgemeinschaft Reformierter Kirchen, zur Konferenz Europäischer Kirchen, zur Gemeinschaft Evangelischer Kirchen in Europa und zum Polnischen Ökumenischen Rat. Sie hat Kanzel- und Abendmahlsgemeinschaft mit der Evangelisch-Augsburgischen Kirche in Polen und der Evangelisch-methodistischen Kirche in Polen.

## Theologie
Die Kirche folgt der reformierten Theologie, die vor allem auf den Lehren von Ulrich Zwingli und Johannes Calvin beruht. Diese unterscheiden sich in einigen Aspekten von der lutherischen Theologie, unter anderem in der Abendmahlslehre.

## Geschichte

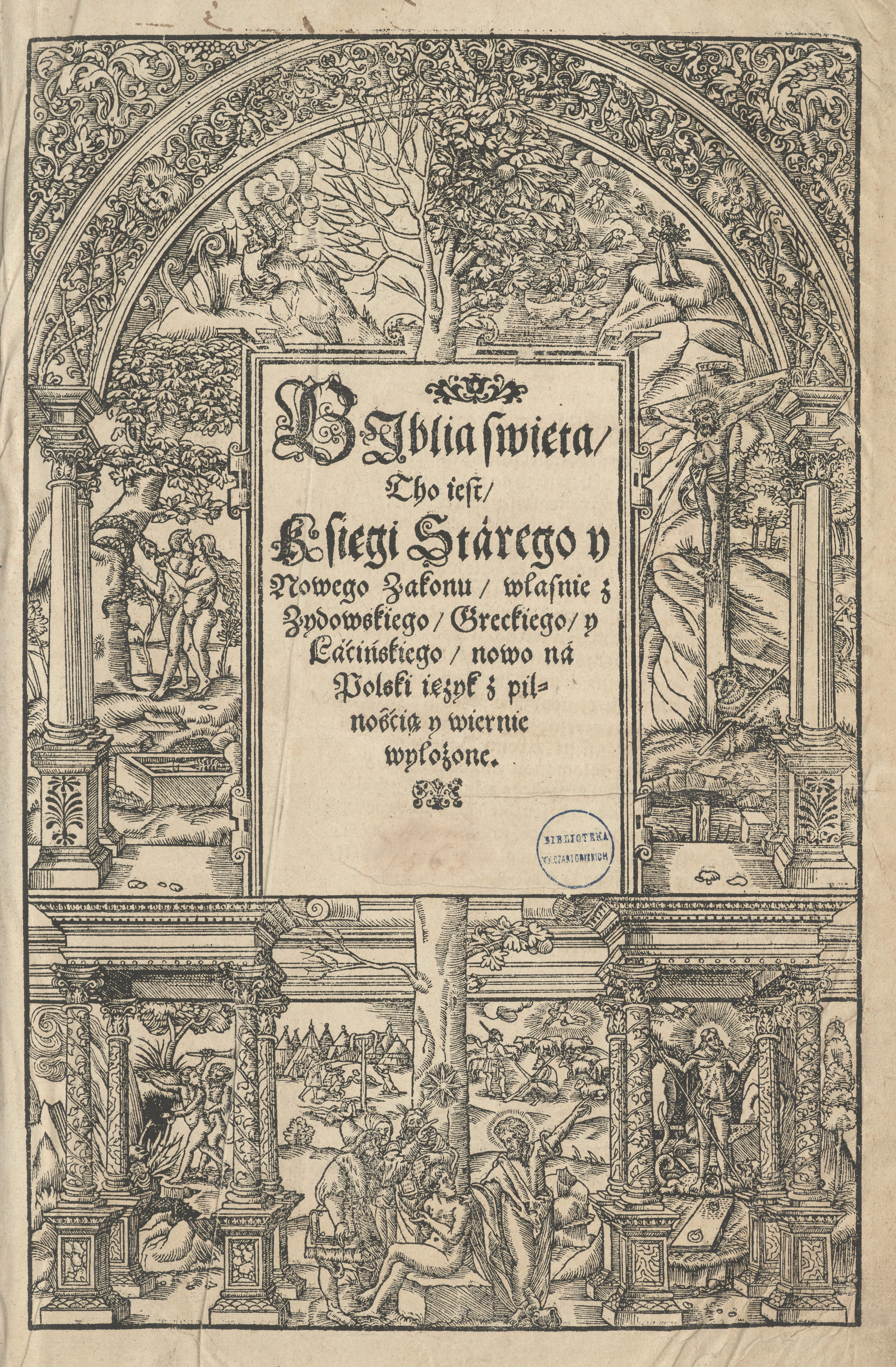
Brester Bibel, 1563 von reformierten Theologen übersetzt

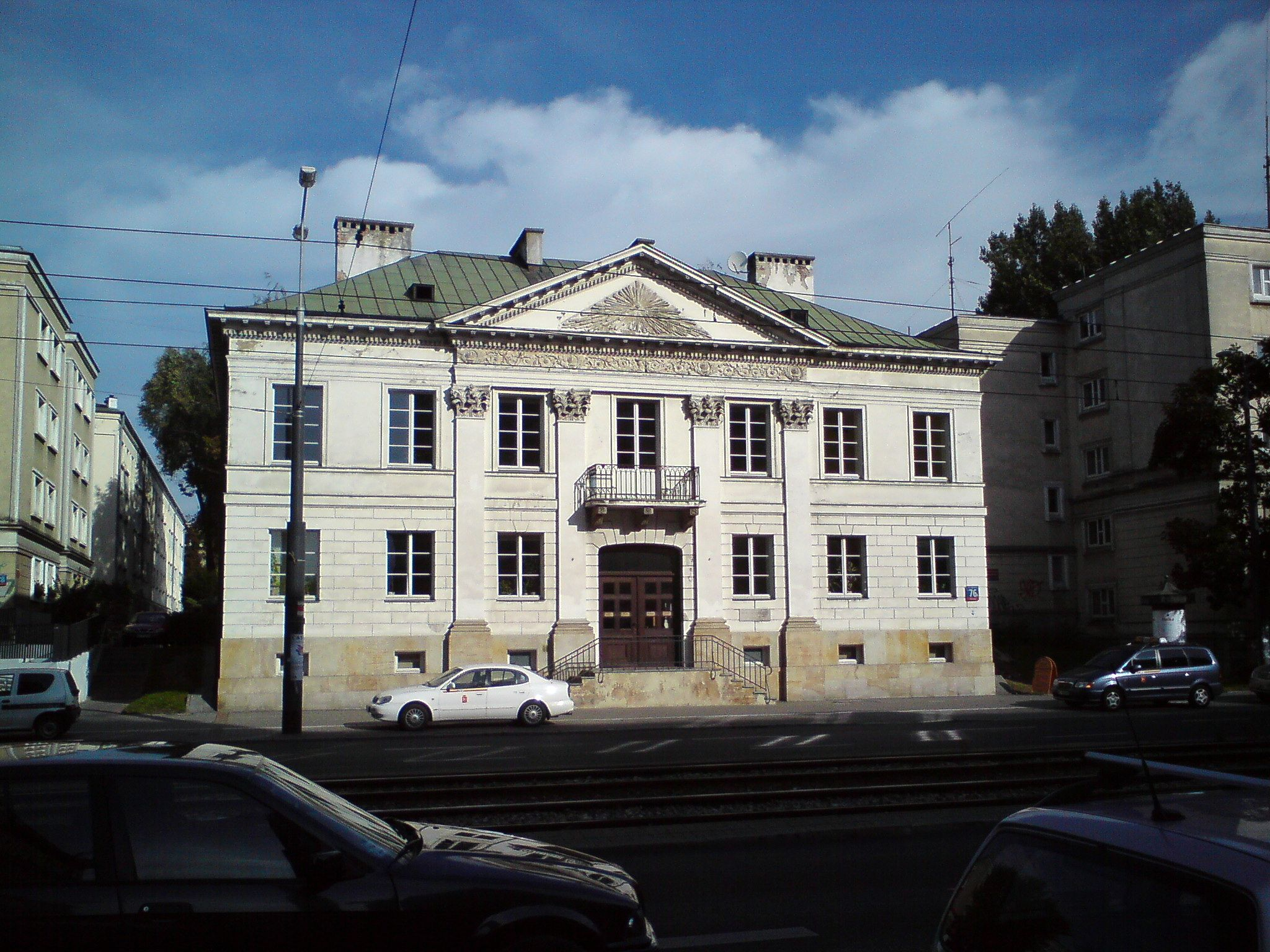
Konsistorium in Warschau

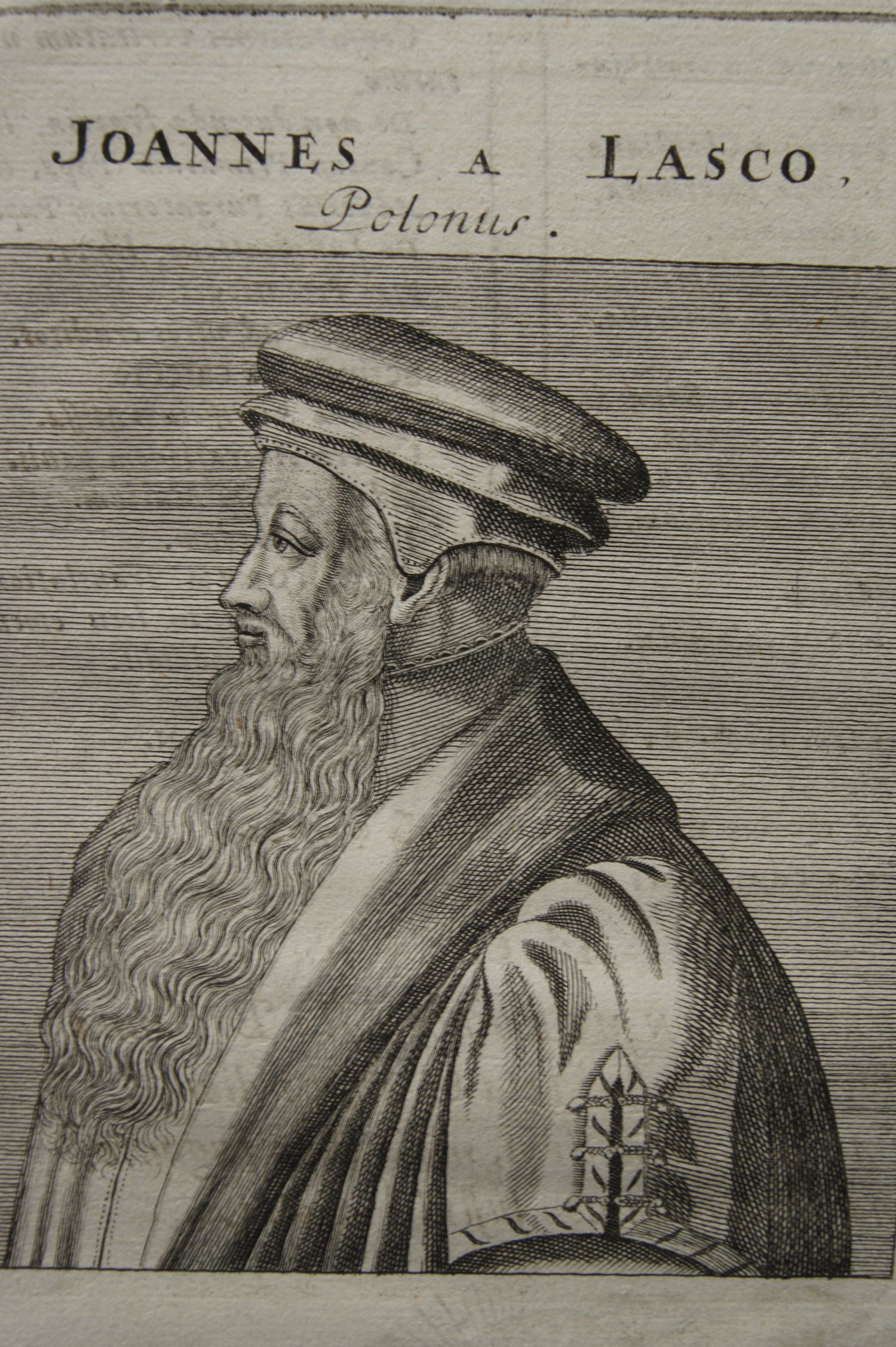
Johannes Lask, reformierter Theologe aus Polen

Seit etwa 1550 verbreiteten sich die Lehren von Johannes Calvin in Kleinpolen (und Litauen). Sie wurden befördert durch den Kanzler Mikołaj Radziwiłł »der Schwarze« sowie durch persönlichen Briefkontakt Calvins zu reformierten Adligen und Theologen in Polen und sogar Schreiben an den polnischen König Sigismund II. August. 1563 erschien die erste protestantische Bibel in polnischer Sprache (Brester Bibel) durch ein reformiertes Übersetzerkollektiv. 1570 gab es eine gemeinsame Vereinbarung mit den Lutheranern und Böhmischen Brüdern in Polen-Litauen (Konsens von Sandomir).
Seit 1573 galt offizielle Religionsfreiheit in Polen (Toleranzedikt von Warschau).
Seit etwa 1580 begannen Repressionen gegen alle Protestanten in Polen, die bis 1768/75 fortdauerten. Nach dem Jahr 1802 siedelten sich um Łódź Nachgeborene der Böhmischen Brüder aus Schlesien an, die später der evangelisch-reformierten Kirche gehörten, viele der heutigen Pfarreien haben tschechische Wurzeln: Pstrążna, Strzelin, Zelów, Kleszczów, Bełchatów.
Erst 1845 konnte ein reformiertes Konsistorium gebildet werden.
Nach 1945 nahm die Zahl der reformierten Christen in Polen nach den Umsiedlungen der Deutschen und durch die neuen ideologischen Verhältnisse stark ab. Heute sind sie nur noch eine kleine Minderheit in Polen.